# Monika zu Solms-Laubach
Monika, princezna hannoverská, vévodkyně brunšvicko-lüneburská (rozená hraběnka Monika zu Solms-Laubach; 8. srpna 1929, zámek Laubach – 4. června 2015) byla německá šlechtična a filantropka. Byla druhou manželkou prince Arnošta Augusta Hannoverského. Od narození je členkou rodu Solmsko-Laubašských a svým sňatkem se stala princeznou z Hannoveru a vévodkyní z Brunšvicka-Lüneburgu. Byla zakladatelkou muzea domečků pro panenky v Laubachu.

## Manželství
Dne 16. července 1981 se v civilním obřadu provdala za prince Arnošta Augusta Hannoverského. Církevní obřad se konal 17. července 1981 v Laubachu. Byla jeho druhou manželkou. Předtím byl ženatý s její sestřenicí z prvního kolena, princeznou Ortrud Šlesvicko-Holštýnsko-Sonderbursko-Glücksburskou, která zemřela v roce 1980. Aby mohl Arnošt Augustus nadále zůstat v britské linii následnictví, vyžadoval jejich sňatek, podle zákona o královských manželstvích z roku 1772, souhlas britského panovníka. Alžběta II. souhlasila se sňatkem dne 10. června 1981.

## Později život a smrt

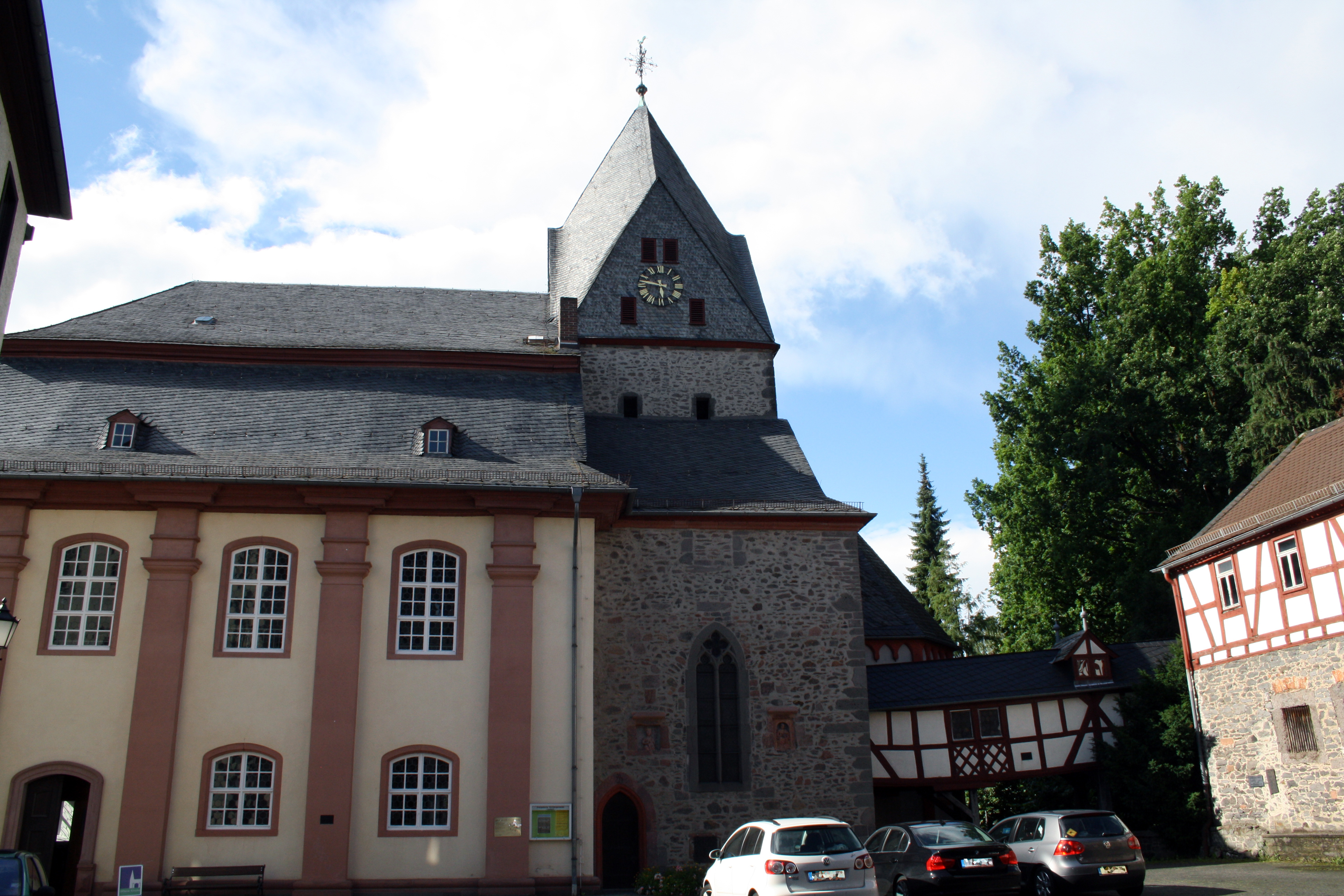
Evangelische Stadtkirche Laubach

V listopadu 2008 vydražila princezna Monika sbírku šperků, které dříve patřily princezně Thyře Dánské.
Princezna Monika založila Nadaci princezny Moniky Hannoverské. Prostřednictvím své nadace založila v roce 2011 v Laubachu muzeum domečků pro panenky; muzeum, které veřejnosti vystavuje sbírku jejích domečků pro panenky z dětství. Sbírka obsahuje domečky pro panenky vyrobené v letech 1820 až 1930. Otevřeno bylo v říjnu 2011.
Zemřela 4. června 2015, tři dny po smrti své švagrové princezny Alexandry Hannoverské. Dne 13. června 2015 se v Evangelische Stadtkirche Laubach konal luteránský pohřeb.